# Dreieinigkeitskirche (Zeitlofs)

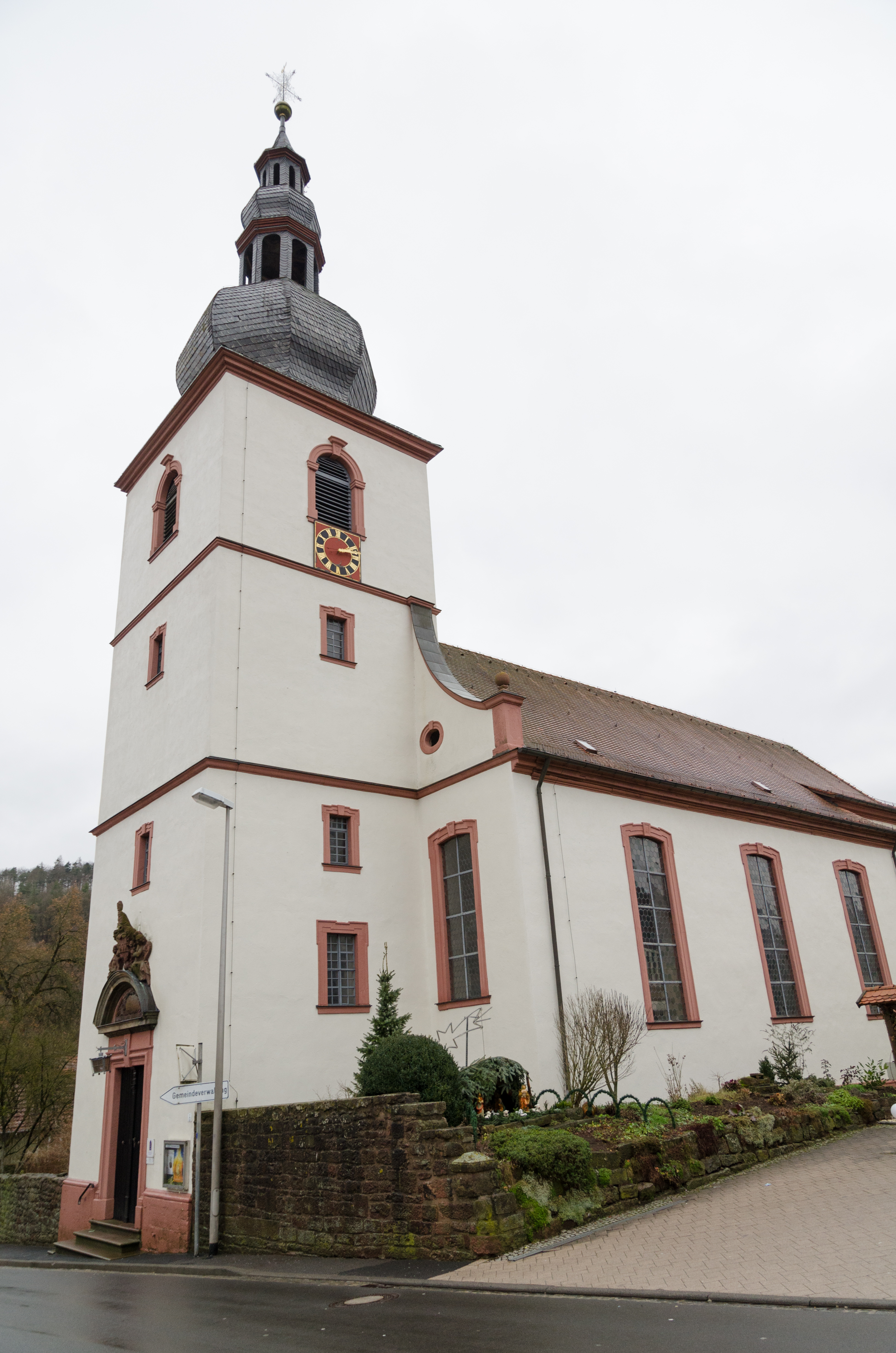
Die Kirche in Zeitlofs

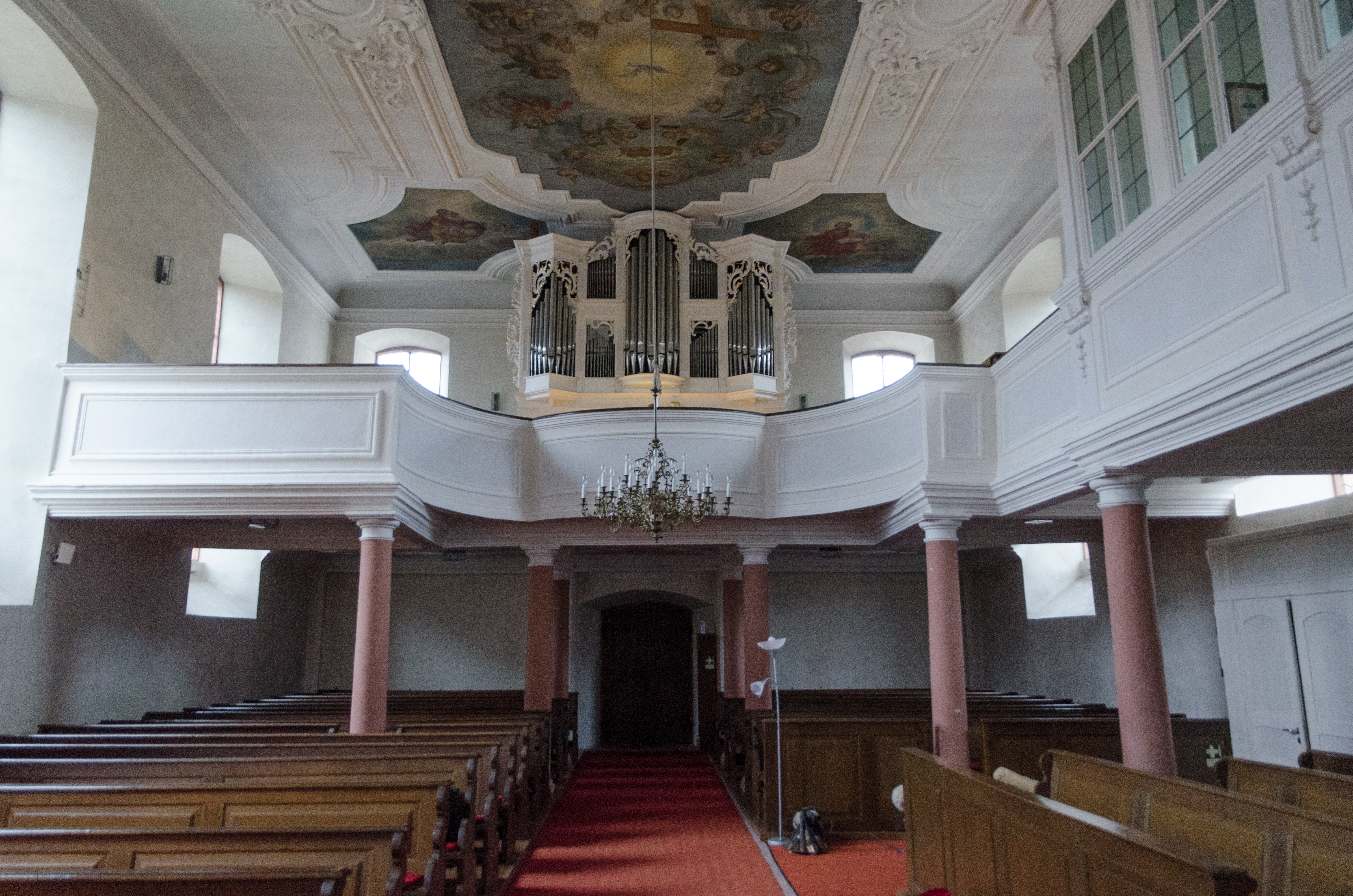
Innenraum der Kirche

Die evangelisch-lutherische Dreieinigkeitskirche (ⓘ) ist die Pfarrkirche von Zeitlofs im unterfränkischen Landkreis Bad Kissingen. Sie gehört zu den Baudenkmälern von Zeitlofs und ist zusammen mit der Kirchhofmauer unter der Nummer D-6-72-166-1 in der Bayerischen Denkmalliste registriert. Die Kirchengemeinde ist Teil des Dekanats Lohr am Main.

## Geschichte
Zeitlofs ist seit 1453 eigene Pfarrei. Zuvor war es Filiale der Pfarrei Neuengronau. Im Jahr 1553 führte Neidhard II. von Thüngen in Zeitlofs die Reformation ein. Die Pfarrkirche wurde von 1737 bis 1740 erbaut. Sie trug ursprünglich den Namen Dreieinigkeitskirche. In den 1970er Jahren erhielt sie irrtümlich den Namen Dreifaltigkeitskirche. Zum 275-jährigen Jubiläum gab man ihr den alten Namen zurück.

## Beschreibung
Der Chor der Kirche liegt im Osten. Der Kirchturm mit welscher Haube ist westlich in der Mittelachse des Langhauses errichtet. Die Empore im Langhaus erstreckt sich über die westliche und nördliche Wand. Sie endet in der Herrschaftsloge an der Nordseite. Die Orgel ist im westlichen Teil der Empore aufgestellt. Langhaus besitzt eine Stuckdecke mit Gemälden. Die Ausstattung der Kirche, insbesondere die Kanzel und der Taufstein, stammt aus der Bauzeit. In der Kirche befindet sich das lebensgroße Grabmal des Johann Karl von Thüngen † 1709.